# Stadio Benito Villamarín
Lo stadio Benito Villamarín (sp. Estadio Benito Villamarín), già noto come Manuel Ruiz de Lopera e Municipal de Heliópolis, è uno stadio di calcio della città andalusa di Siviglia, in Spagna.
Ospita le partite casalinghe del Real Betis Balompié e può contenere 60 720 spettatori.

## Storia

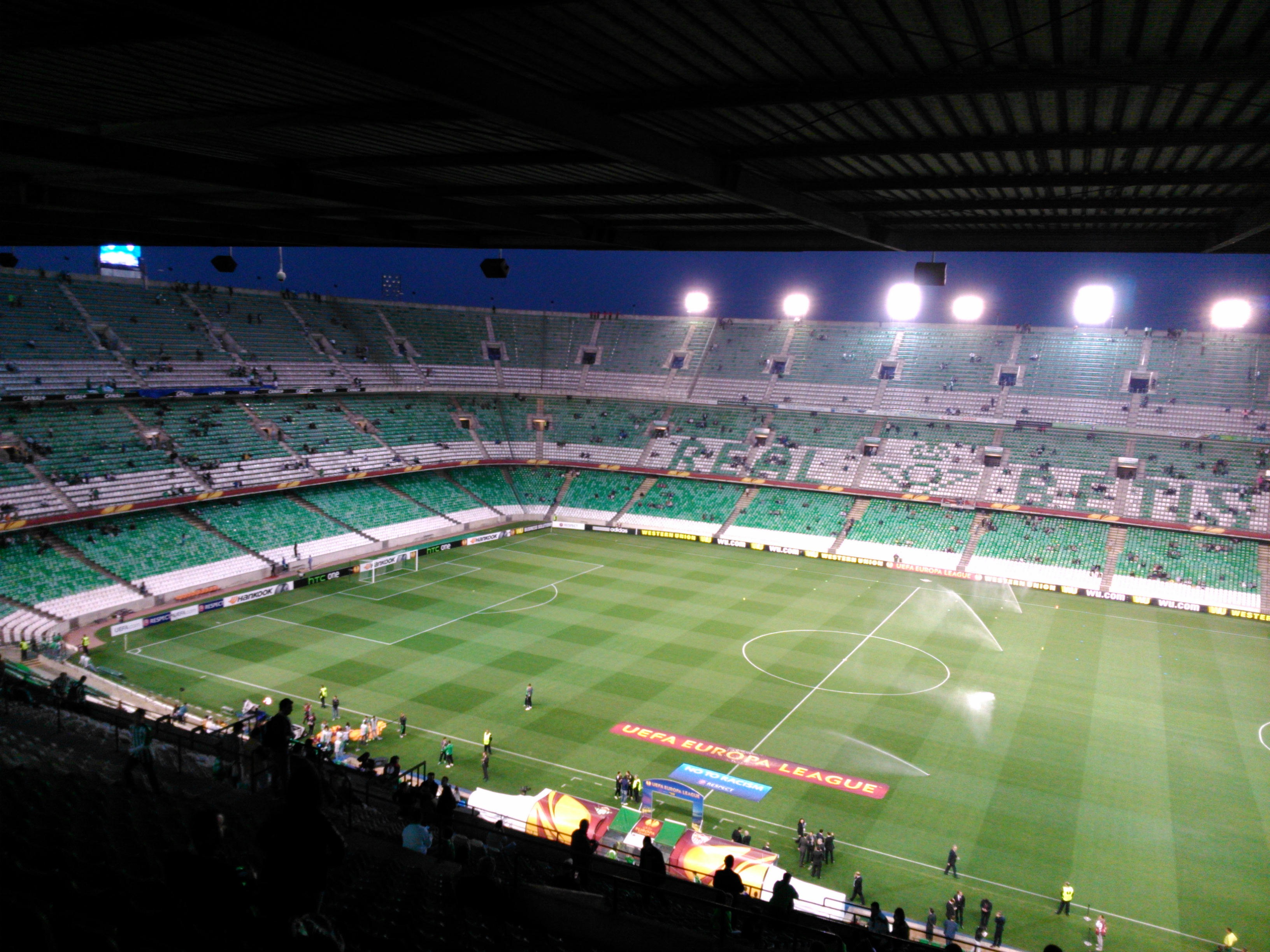
Vista del campo

Inaugurato nel 1929, già dal 1982 al 1997 era intitolato a Benito Villamarín, storico presidente della formazione andalusa negli anni cinquanta e sessanta. Successivamente fu intitolato al presidente Manuel Luiz de Lopera, che decise di ristrutturare l'impianto rendendolo più moderno, aumentando anche la capienza, da circa 27 500 a 56 500 spettatori.
Nel 2010, dopo dieci anni, è ritornato alla vecchia denominazione. Tra il 2016 e il 2017 fu effettuato un ampliamento dello stadio, con la costruzione del secondo anello sopra il "Gol Sur", in modo da aumentare ulteriormente la capienza fino a 60 720 spettatori, che ne fanno il più grande stadio dell'Andalusia ed il quarto più grande della Spagna.
Nel 2018-2019 ha ospitato la finale della Coppa del Re.

### Partite internazionali
Durante la sua storia ha ospitato due partite del Campionato mondiale di calcio 1982;
- Brasile -  Scozia 4-1 (gruppo 6) il 18 giugno
- Brasile -  Nuova Zelanda 4-0 (gruppo 6) il 23 giugno

Da ricordare anche la gara tra Spagna e Malta, valida per le qualificazioni all'europeo 1984, vinta per 12-1 dagli spagnoli, che riuscirono a qualificarsi per la fase finale a danno dei Paesi Bassi (che però avevano esaurito tutti gli impegni) per il maggior numero di reti fatte.